# Feather Linux
Feather Linux is een Linuxdistributie die geheel vanaf een cd of een USB-stick kon draaien en die maar 128 MB groot was. Eerdere versies waren slechts 64 MB groot. Het was een Knoppix-remaster (gebaseerd op Debian), gemaakt door Robert Sullivan. Feather Linux werd anno 2008 beheerd door Robert Pickel. De inspiratie voor deze distributie kwam gedeeltelijk van Damn Small Linux, maar het is er niet op gebaseerd, beide projecten hadden een aantal gemeenschappelijke doelen. Feather Linux gebruikte standaard de desktopomgeving Fluxbox en bevatte vele, maar kleine programma's. Feather Linux bevatte een webbrowser, tekstverwerker, spreadsheetprogramma, e-mailprogramma, mediaspeler en een chatprogramma.
De laatste uitgave was op 4 juli 2005, waarna de ontwikkeling van de distro werd beëindigd.

## Versiegeschiedenis
- Feather Linux 0.2.2 - 13 december 2003
- Feather Linux 0.3.9 - 27 maart 2004
- Feather Linux 0.4.2 - 15 mei 2004
- Feather Linux 0.5.9 - 19 september 2004
- Feather Linux 0.6.2 - 27 november 2004
- Feather Linux 0.7 - 26 december 2004
- Feather Linux 0.7.1 - 1 januari 2005
- Feather Linux 0.7.2 - 30 januari 2005
- Feather Linux 0.7.3 - 13 februari 2005
- Feather Linux 0.7.4 - 28 februari 2005
- Feather Linux 0.7.5 - 4 juli 2005